# 찻숟가락

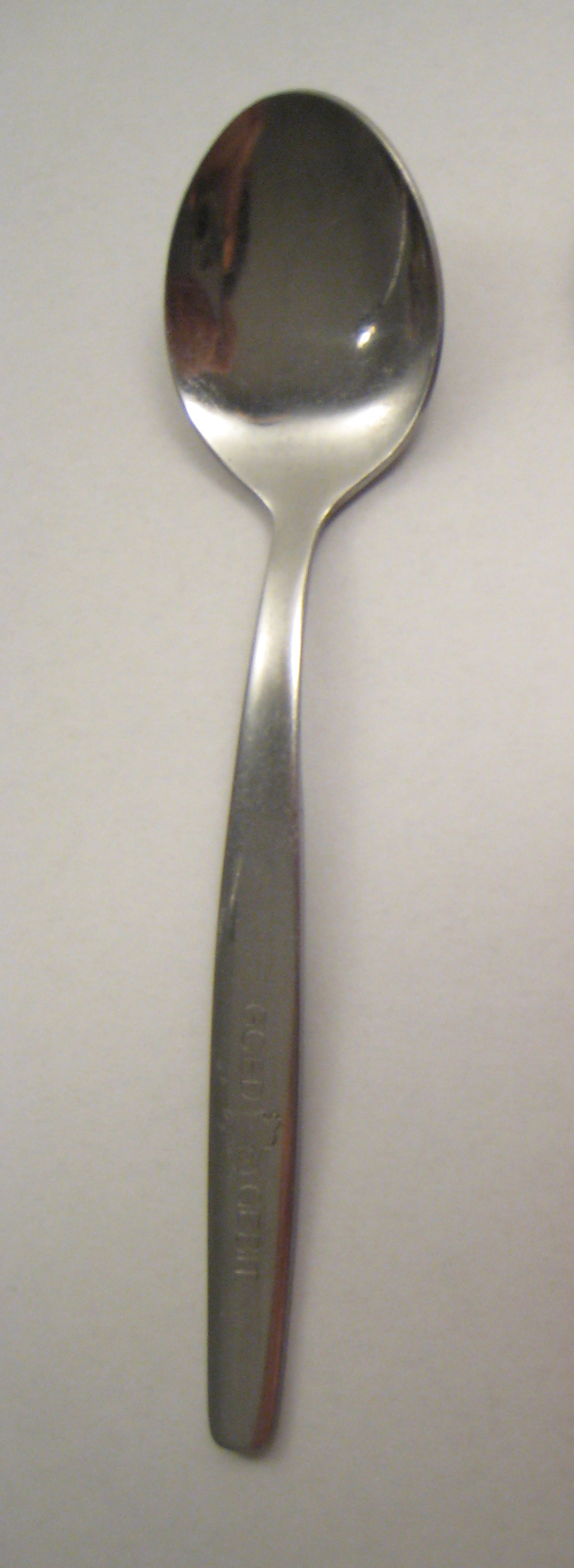
스테인리스강으로 만든 전통적인 찻숟가락.

찻숟가락 또는 티스푼(teaspoon)은 날붙이류의 하나로, 차나 커피, 우유, 시럽 등의 내용물을 휘젓거나 한 모금 마시기에 알맞은 조그마한 숟가락이다. 다시(茶匙), 차사시(茶沙匙)라고도 한다.
평균 무게는 대략 25그램 정도이다. 티스푼(teaspoon)이라는 용어는 1686년 London Gazette의 1686년 판의 광고 안에 처음 언급되었다.
그래서 일반적인 숟가락이 넓게 만들어진 것과 달리 찻숟가락은 손가락 모양과 비슷하게 만들어져 있는 것으로 보아, 손가락의 2배 정도나 되는 크기를 기초로 두게 되며, 실제 찻숟가락은 발가락 모양과 흡사한 것을 위주로 하는 경우가 있다.
다만, 의존명사성 표현상으로 볼 때 찻숟가락의 어감이 선호하게 될 수 없는 표현인 관계상 대체적으로 볼 때 거의 티스푼(Tea-Spoon)이라고 표현되는 경우가 있는 것이 보통이기도 하다.

## 같이 보기
- 식품 계량
- 디저트 스푼
- 테이블스푼